# Athenodoros (Söldnerführer)
Athenodoros war ein griechischer Offizier im Heer Alexanders des Großen. 

## Leben
Während Alexanders Indienzug waren griechische Soldaten als Besatzung in Baktrien zurückgelassen worden, unter denen es 326/325 v. Chr. zu Unruhen kam. Aus Furcht vor Strafe besetzten sie die Burg von Baktra und ermunterten die Einheimischen zum Abfall. Die Führung der Aufrührer übernahm Athenodoros, der den Königstitel annahm. Sein Ziel war es, seine Truppen in ihre Heimat zurückzuführen. Er wurde jedoch schon nach kurzer Zeit bei einem Gastmahl vom Margianer Boxos ermordet, der dazu vom Griechen Biton, einem Rivalen des Athenodoros, angestiftet worden war.

## Quelle
- Quintus Curtius Rufus: Geschichte Alexanders des Großen. 9, 7